# Himmelsgucker
Die Himmelsgucker oder Sterngucker (Uranoscopidae (Gr.: „ouranos“ = Himmel, + „skopein“ = beobachten)) sind eine Fischfamilie aus der Gruppe der Barschverwandten, die in Meeren mit tropischem und gemäßigtem Klima am Meeresboden in bis zu 500 m Tiefe vorkommt. 
Himmelsgucker sind begehrte feinfleischige Speisefische. 

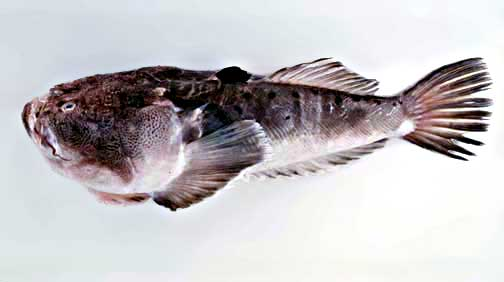
Uranoscopus sulphureus

## Merkmale
Himmelsgucker haben ein bulliges Äußeres, einen leicht dorsoventral abgeplatteten Körper und einen großen, breiten und stark verknöcherten Kopf. Das Maul ist extrem oberständig, die Lippen fransig. Ihr Name kommt daher, dass sie meistens im sandigen oder schlammigen Boden vergraben lauern und nur die kleinen Augen an der Oberseite des Kopfes sichtbar sind. Hinter dem Kiemendeckel liegt ein kräftiger Giftstachel. Der Kiemendeckelsaum ist lang, gekerbt, und ermöglicht so die Ausatmung im Sediment. Der Körper ist mit sehr kleinen Schuppen bedeckt oder schuppenlos. Das Seitenlinienorgan liegt weit oben, in Rückennähe. Die Bauchflossen sind kehlständig und liegen nah zusammen, sie haben einen Hart- und fünf Weichstrahlen. Die erste, kleine, hartstrahlige Rückenflosse ist immer von der zweiten, langgestreckten getrennt. Einigen Arten fehlt die erste Rückenflosse. Die lange Afterflosse hat 12 bis 18 Weichstrahlen. Die Schwanzflosse schließt gerade ab oder ist leicht eingebuchtet. Einige Arten besitzen mehr oder weniger starke elektrische Organe (entstanden aus Augenmuskeln). Als Köder zum Anlocken von Beutetieren dient einigen Arten ein wurmartiger Fortsatz innen am Unterkiefer (Mandibular-Valve). Zum Packen der Beute wird der Kopf stark angehoben, wozu die vordersten Wirbel entsprechend differenziert sind.

## Gattungen und Arten
Es gibt acht Gattungen mit etwa 50 Arten:
- Gattung Elektrische Sterngucker (Astroscopus)
  - Nördlicher Elektrischer Sterngucker (Astroscopus guttatus Abbott 1860)
  - Astroscopus sexspinosus  (Steindachner, 1876) (südbrasilianische und nordargentinische Küste): D1 VI; 30 cm.
  - Südlicher Sterngucker (Astroscopus y-graecum (Cuvier, 1829))
  - Astroscopus zephyreus  Gilbert & Starks in Gilbert, 1897 von der Westküste Amerikas: Südkalifornien (auch im Golf) bis Peru. D1 IV; 52 cm.
- Gattung Genyagnus
  - Genyagnus monopterygius (Schneider, 1801)
- Gattung IchthyscopusIchthyscopus lebeck 

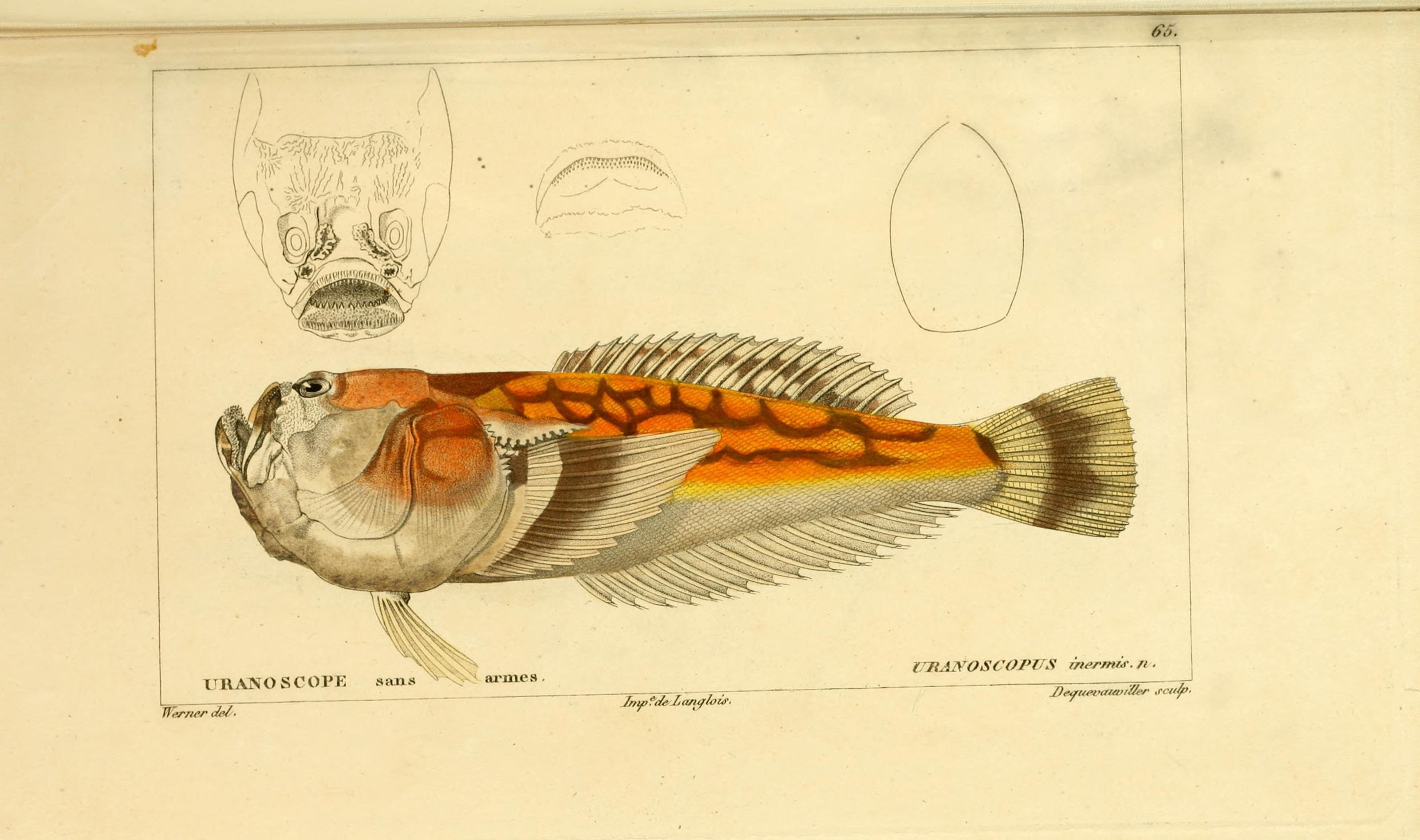
Ichthyscopus lebeck

  - Ichthyscopus barbatus  Mees, 1960 
  - Ichthyscopus fasciatus  Haysom, 1957 
  - Ichthyscopus insperatus  Mees, 1960 
  - Ichthyscopus lebeck  (Bloch & Schneider, 1801)
  - Ichthyscopus malacopterus (Anonymous [Bennett], 1830)
  - Ichthyscopus nigripinnis  Gomon & Johnson, 1999 
  - Ichthyscopus pollicaris  Vilasri et al., 2019 
  - Ichthyscopus sannio  Whitley, 1936
  - Ichthyscopus spinosus  Mees, 1960
- Gattung KathetostomaKathetostoma albigutta

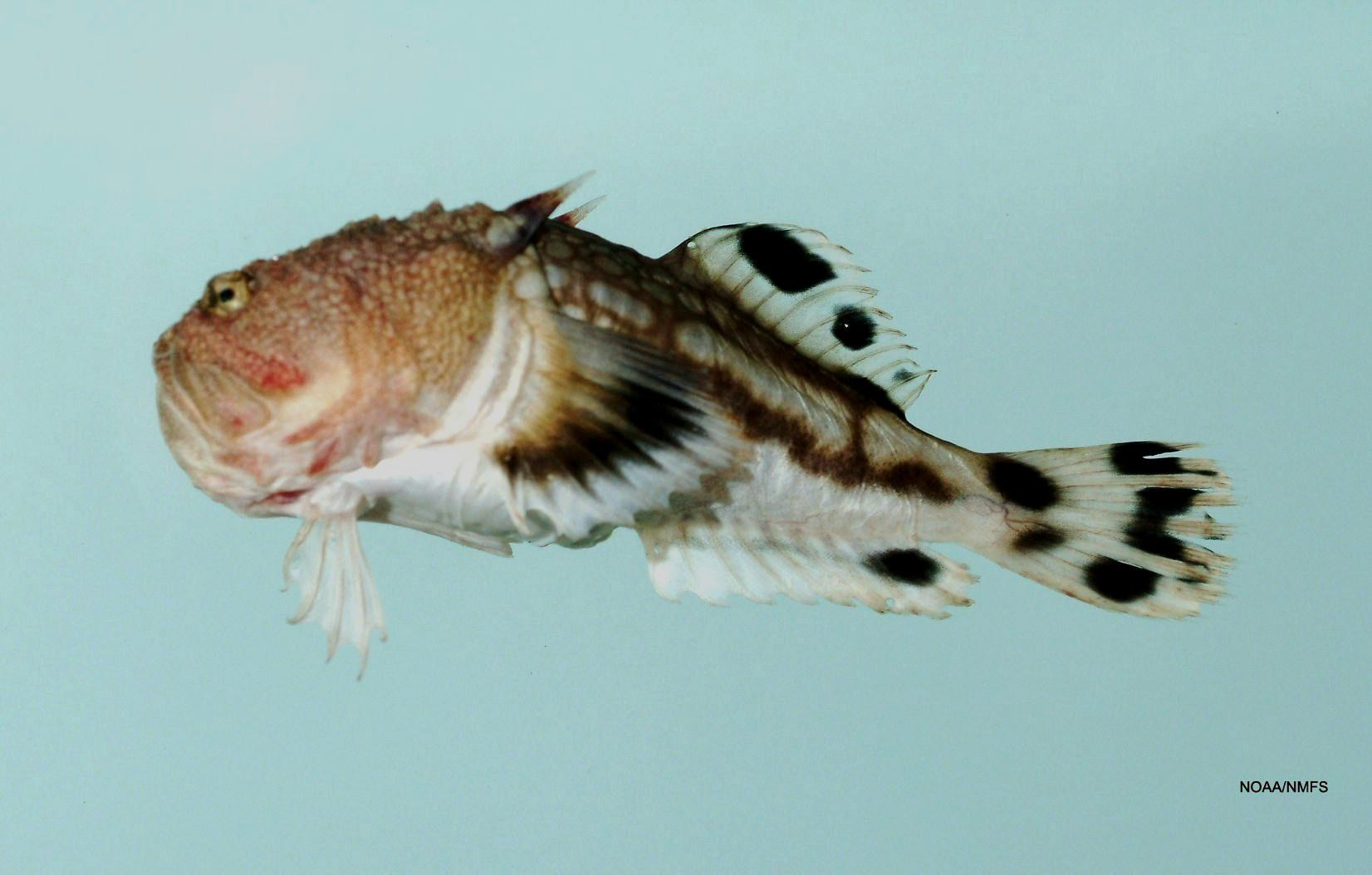
Kathetostoma albigutta

  - Kathetostoma albigutta (Bean, 1892)
  - Kathetostoma averruncus Jordan & Bollman, 1890
  - Kathetostoma binigrasella Gomon & Roberts, 2011
  - Kathetostoma canaster Gomon & Last, 1987
  - Kathetostoma cubana Barbour, 1941
  - Kathetostoma fluviatilis Hutton, 1872
  - Kathetostoma giganteum Haast, 1873
  - Kathetostoma laeve (Bloch & Schneider, 1801)Kathetostoma laeve

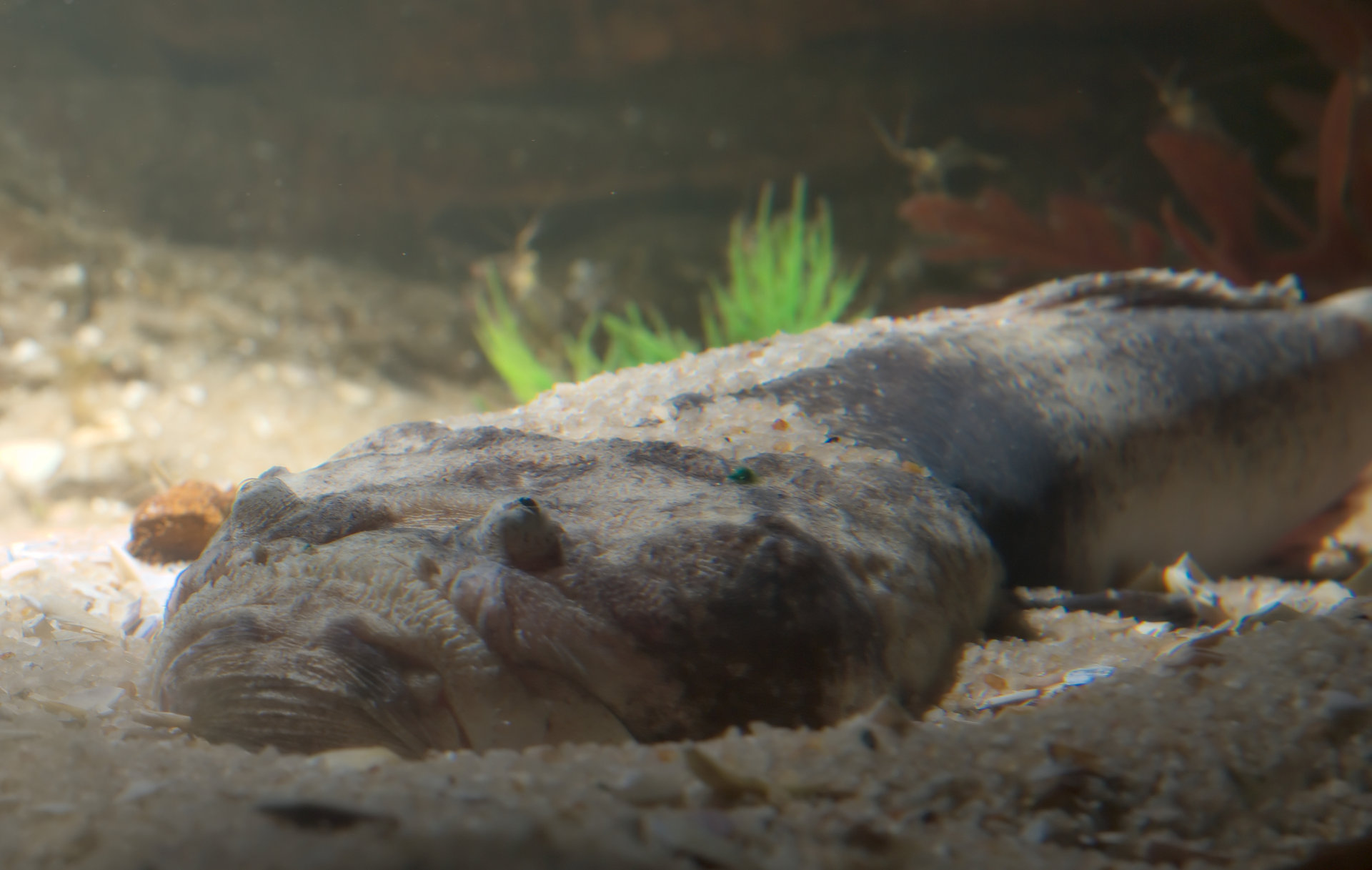
Kathetostoma laeve

  - Kathetostoma nigrofasciatum Waite & McCulloch, 1915
- Gattung Pleuroscopus
  - Pleuroscopus pseudodorsalis Barnard, 1927
- Gattung Selenoscopus
  - Selenoscopus turbisquamatus Okamura & Kishimoto, 1993
- Gattung UranoscopusUranoscopus dollfusi

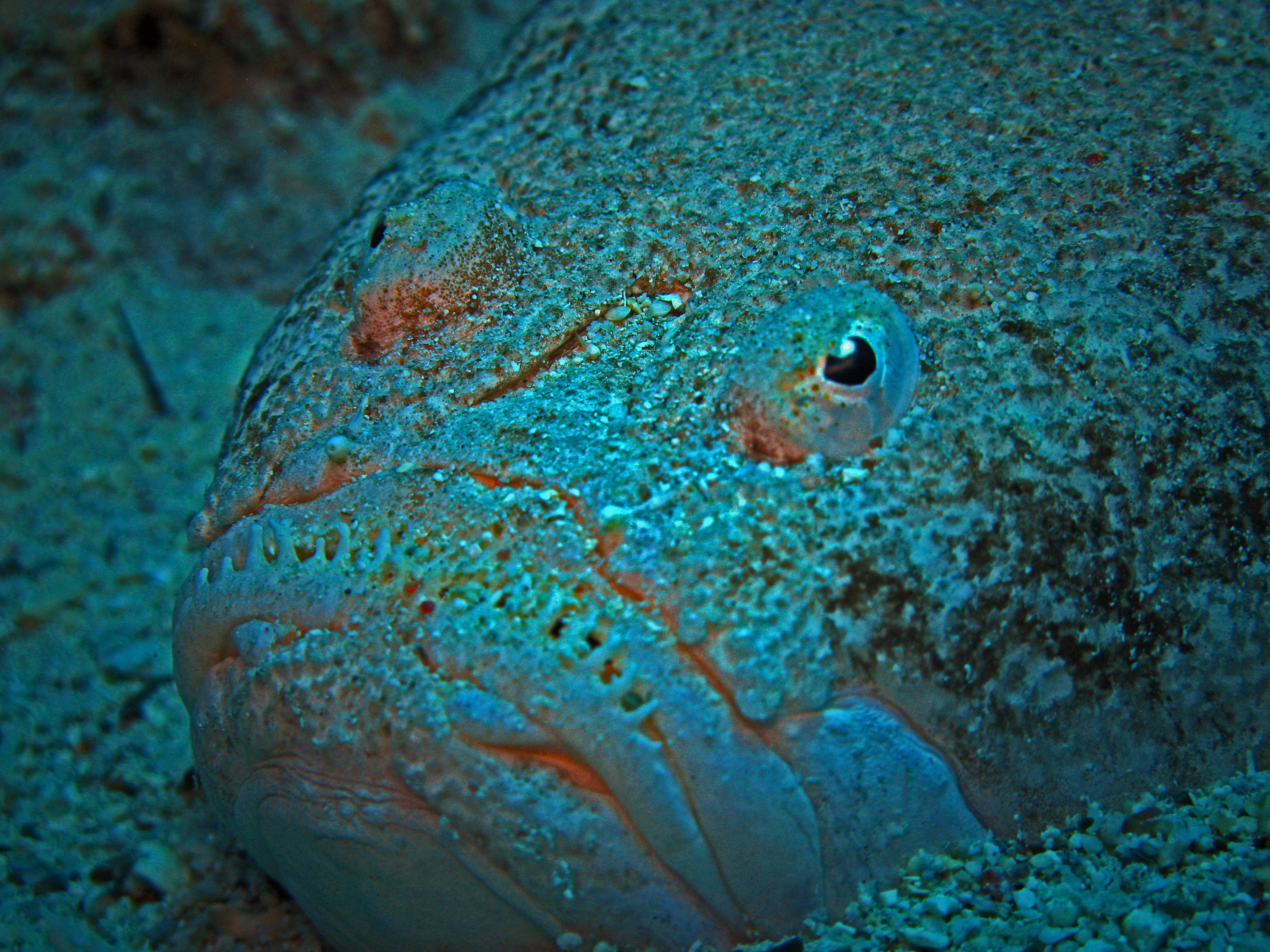
Uranoscopus dollfusi

  - Uranoscopus affinis  Cuvier in Cuvier & Valenciennes, 1829 
  - Uranoscopus albesca  Regan, 1915 
  - Uranoscopus archionema  Regan, 1921
  - Uranoscopus bauchotae  Brüss, 1987 
  - Uranoscopus brunneus Fricke, 2018
  - Uranoscopus bicinctus  Temminck & Schlegel, 1843 
  - Uranoscopus cadenati  Poll, 1959 
  - Uranoscopus chinensis Guichenot in Sauvage, 1882 Uranoscopus chinensis

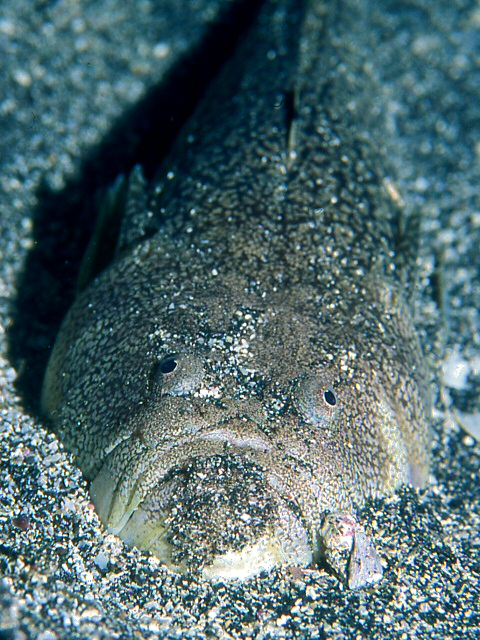
Uranoscopus chinensis

  - Uranoscopus cognatus  Cantor, 1849
  - Uranoscopus crassiceps  Alcock, 1890
  - Uranoscopus dahlakensis  Brüss, 1987 
  - Uranoscopus dollfusi  Brüss, 1987 
  - Uranoscopus filibarbis  Cuvier in Cuvier & Valenciennes, 1829  
  - Uranoscopus fuscomaculatus  Kner, 1868 
  - Uranoscopus guttatus  Cuvier in Cuvier & Valenciennes, 1829 
  - Uranoscopus japonicus  Houttuyn, 1782
  - Uranoscopus kaianus  Günther, 1880 Uranoscopus scaber

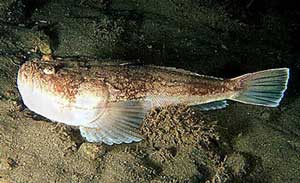
Uranoscopus scaber

  - Uranoscopus kishimotoi Fricke, 2018
  - Uranoscopus marisrubri  Brüss, 1987 
  - Uranoscopus marmoratus  Cuvier in Cuvier & Valenciennes, 1829
  - Uranoscopus oligolepis  Bleeker, 1878 
  - Uranoscopus polli  Cadenat, 1951 
  - Uranoscopus rosette  Randall & Arnold, 2012
  - Himmelsgucker (Uranoscopus scaber  Linnaeus, 1758)
  - Weißrand-Himmelsgucker (Uranoscopus sulphureus Valenciennes in Cuvier & Valenciennes, 1832)
  - Uranoscopus tosae  (Jordan & Hubbs, 1925)
- Gattung XenocephalusXenocephalus egregius

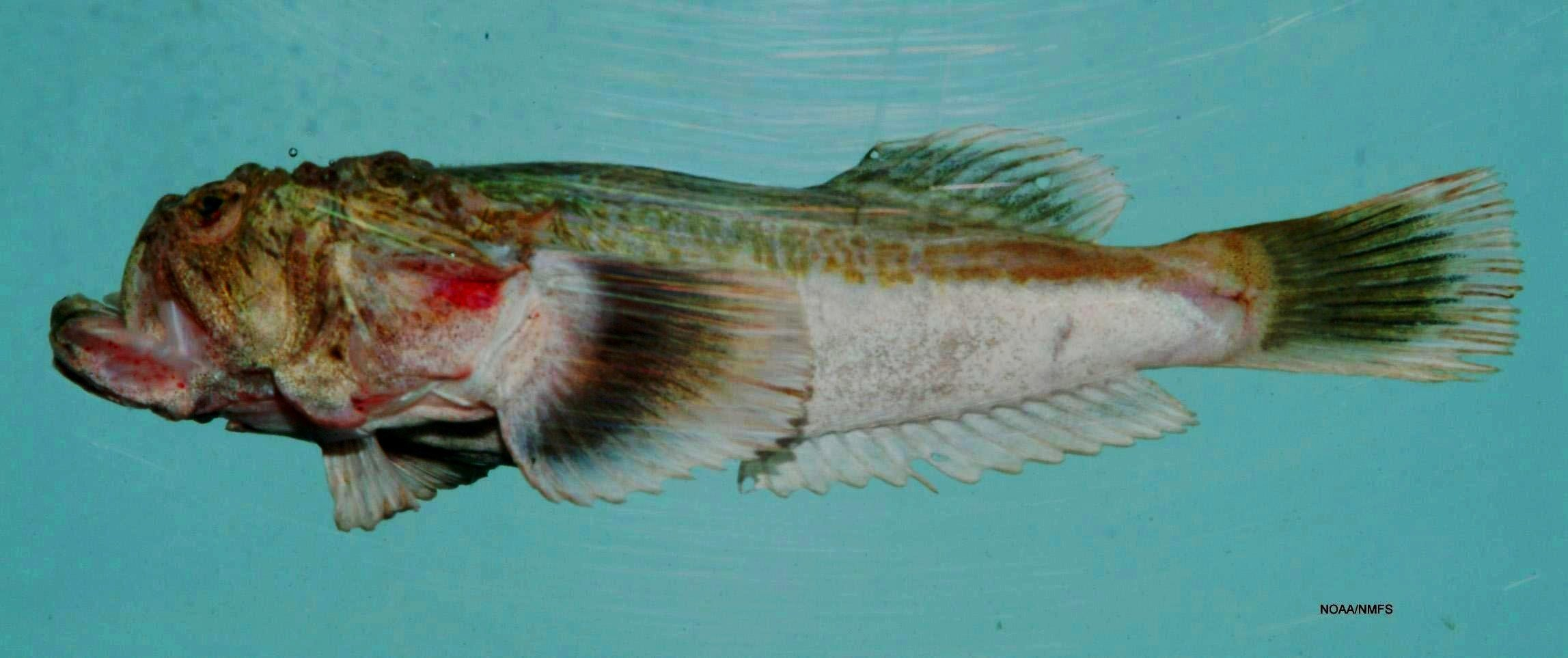
Xenocephalus egregius

  - Xenocephalus armatus  Kaup, 1858 
  - Xenocephalus australiensis  (Kishimoto, 1989)
  - Xenocephalus cribratus  (Kishimoto, 1989) 
  - Xenocephalus egregius  (Jordan & Thompson, 1905)
  - Xenocephalus elongatus  (Temminck & Schlegel, 1843)